# Bakeridesia senilis
Bakeridesia senilis là một loài thực vật có hoa trong họ Cẩm quỳ. Loài này được (K.Schum.) Hochr. mô tả khoa học đầu tiên năm 1920.